# Санремо
Санрѐмо (на италиански: Sanremo) е град и община в Северозападна Италия.

## География
Санремо е пристанище на Лигурско море. Населението му към 30 септември 2015 година е 55 058 души. Разположен е в провинция Империя на област (регион) Лигурия. Намира се в Северозападна Италия в непосредствена близост до границата с Франция.

## История
Градът е основан по времето на Римската република.

## Икономика
Санремо е една от най-известните туристически дестинации на Италианската Ривиера. Има жп гара на крайбрежната линия между Ница и Генуа. Хранително-вкусова и занаятчийска промишленост. Производство на етерични масла. Известен още като „градът на фестивалите“ заради многобройните културни и музикални форуми, които се организират целогодишно.

## Музика
От 1951 година ежегодно в града се провежда най-старият песенен европейски и световен фестивал на италианската песен „Санремо“, на който взимат участие най-видните изпълнители и композитори на италианската музика.

### Футбол
Представителният футболен отбор на града носи името Унионе Спортива Санремезе Калчо (Unione Sportiva Sanremese Calcio) наричан за кратко Санремезе. Основан е през 1904 г. и се състезава в четвъртия ешелон на италианския футбол в Серия С2. Цветовете на отбора са бяло и небесно синьо.

### Колоездене
От 1907 година насам всяка пролет (най-често в края на месец март) се провежда еднодневно колоездачно състезание Милано–Санремо с дължина около 290 километра.

## Известни личности
Родени в Санремо
- Марио Бава (1914 – 1980), кинорежисьор, кинооператор и киносценарист
- Тициана Пини (р. 1958), киноактриса
- София Ферари (р. 1966), киноактриса

Починали в Санремо
- Едуард Джеймс (1907 – 1984), английски меценат
- Алфред Нобел (1833 – 1896), шведски предприемач и учен
- Мехмед VI (1861 – 1926), последен султан на Османската империя